# Gdański-öböl
A Gdański-öböl (lengyelül: Zatoka Gdańska; németül: Danziger Bucht) a Balti-tenger délkeleti részén fekvő öböl, amely nevét a partján elhelyezkedő fontos lengyel kikötővárosról, Gdańskról kapta. Az öböl stratégiai elhelyezkedése révén történelmileg és gazdaságilag is kulcsfontosságú szerepet játszott a régió életében.

## Földrajza
Az öböl partvonala egy széles ívet képez, amelyet nyugaton Lengyelország Gdański Pomeránia nevű földrajzi régiójának partvidéke (a Władysławowo melletti Rozewie-foktól a Hel-félszigetig), keleten pedig az oroszországi Kalinyingrádi területhez tartozó Szambiai-félsziget határol. Az öböl jellegzetessége két hosszú, keskeny homokturzás: a Hel-félsziget és a Visztulai-turzás.
Az öböl nyugati részén a Hel-félsziget által szinte teljesen elzárt, sekély vizű Pucki-öböl (lengyelül: Zatoka Pucka) terül el, amely a lengyel tengerpart fontos üdülő- és vízisport-központja. Délkeleten a Visztulai-turzás (lengyelül: Mierzeja Wiślana, oroszul: Балтийская коса, Baltijszkaja kosza) választja el a nyílt tengertől a Visztulai-lagúnát (lengyelül: Zalew Wiślany, oroszul: Калининградский залив, Kalinyingradszkij zaliv). Ez a lagúna egy brakkvízű beltenger, amelynek egyetlen természetes összeköttetése a Balti-tengerrel a Baltyijszki-szoros (Pilawai-szoros), amely a turzás oroszországi végén található.
Az öböl legnagyobb mélysége eléri a 120 métert, átlagos mélysége 50 méter körüli. Vízének sótartalma viszonylag alacsony, a Balti-tengerre jellemzően 0,7–0,8% (7-8 PSU) körüli értékeket mutat.

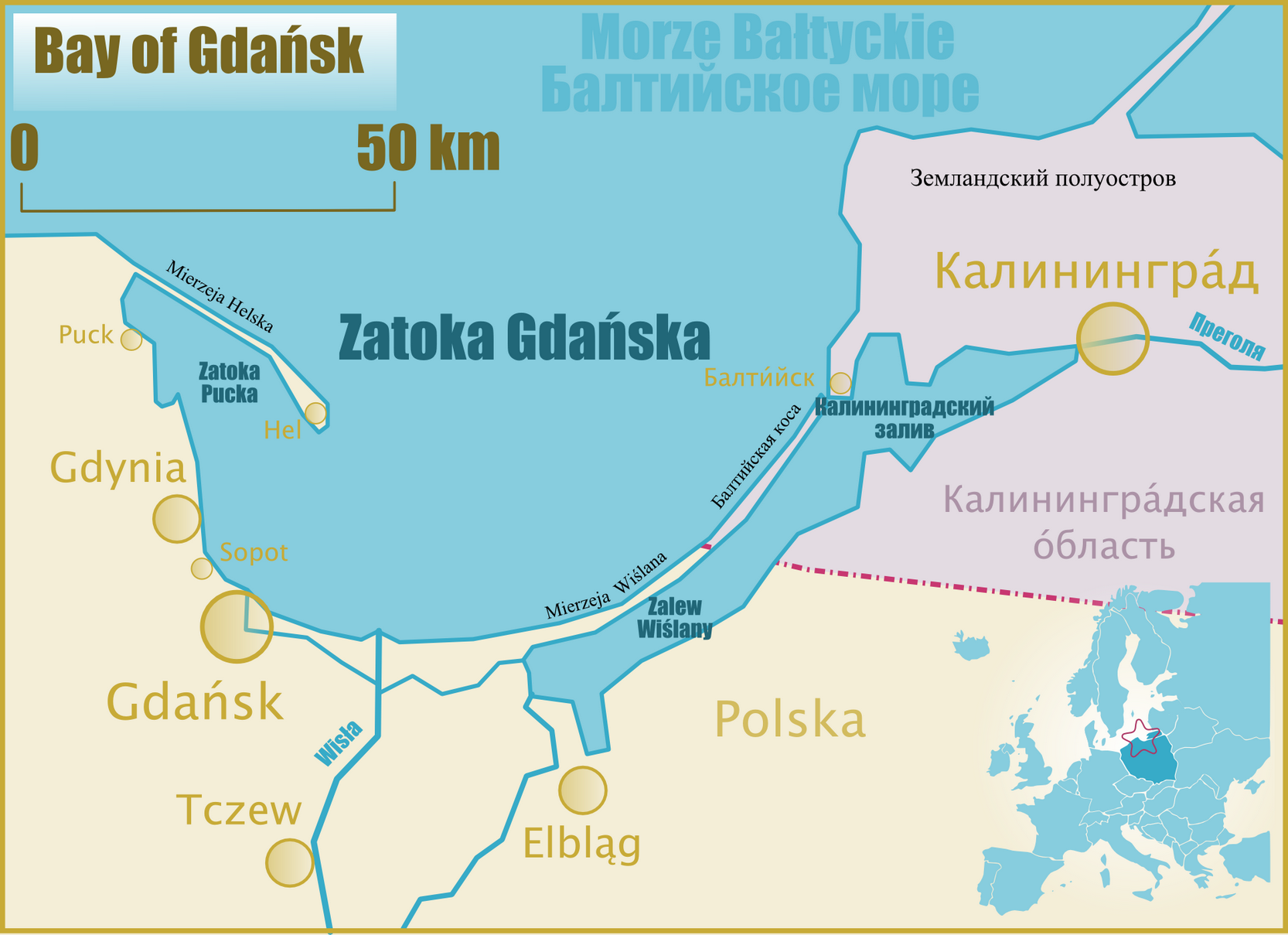

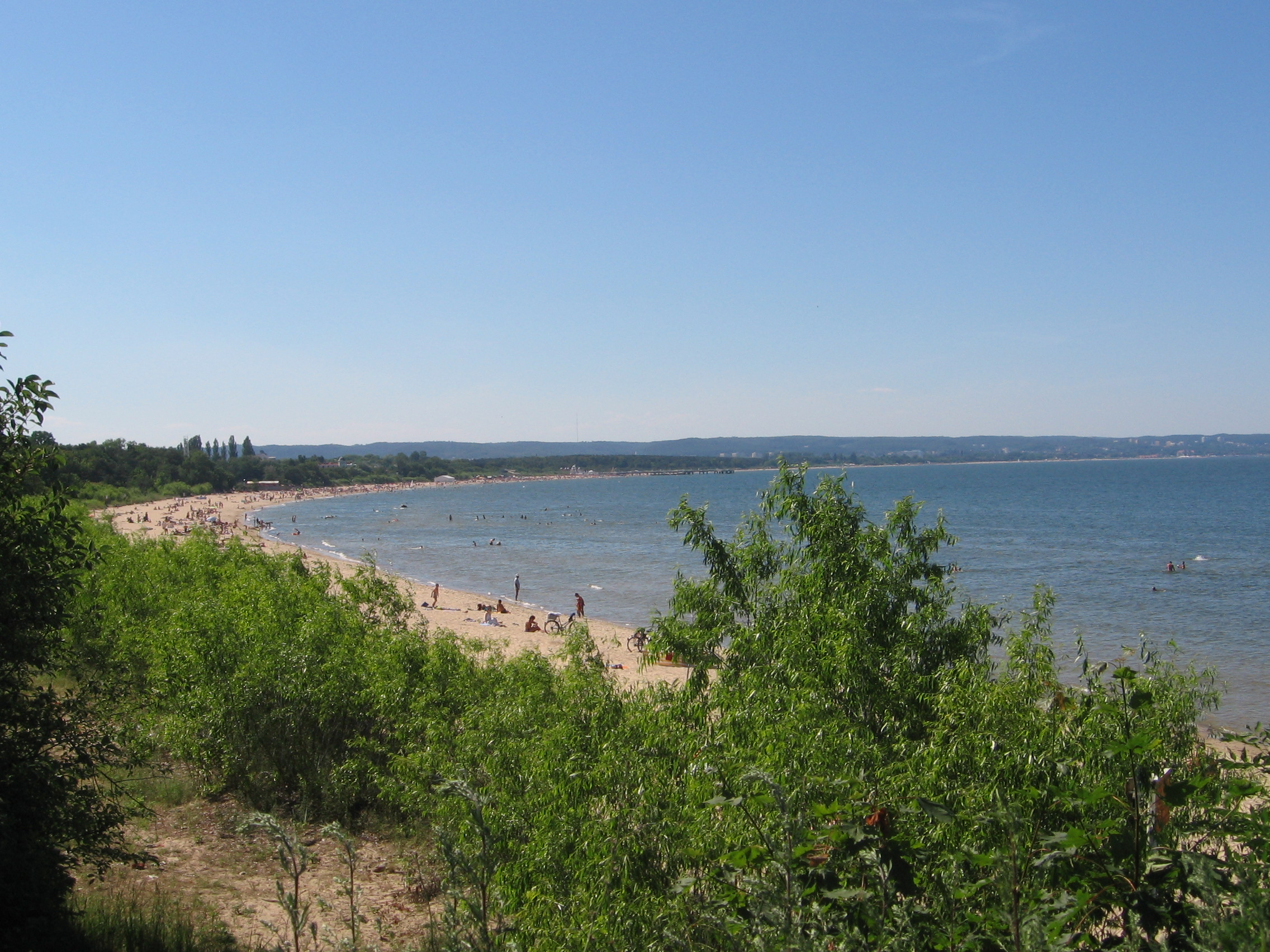
A Gdański-öböl homokos partjai népszerű üdülőhelyek

A Gdański-öböl partján számos fontos kikötőváros és település található. Lengyelországban a legjelentősebbek a Hármasvárost (Trójmiasto) alkotó Gdańsk, Gdynia és Sopot, valamint a Hel-félszigeten fekvő Hel és Jastarnia, illetve a Pucki-öböl névadója, Puck. Az oroszországi oldalon Kalinyingrád (az exklávé központja, amely a Pregolja folyón keresztül kapcsolódik a Visztulai-lagúnához), Baltyijszk (fontos hadikikötő a Baltyijszki-szorosnál) és Primorszk (korábbi német nevén Fischhausen) a legfontosabb települések.
Az öbölbe két folyó torkollik: Lengyelország legnagyobb folyója, a Visztula (Wisła) és a Kalinyingrádi területen a Pregolja (Преголя). A Visztula több ágon keresztül éri el a tengert: közvetlenül az öbölbe ömlik a Leniwka, a Śmiała Wisła és a Martwa Wisła (Halott-Visztula) ág, míg a Nogat és a Szkarpawa ágak vize a Visztulai-lagúnán keresztül jut el az öbölbe. A Pregolja szintén a Visztulai-lagúnába torkollik.

## Az öböl tengerészeti meghatározása
Egyes tengerészeti és oceanográfiai kontextusokban a „Gdański-öböl” elnevezést tágabb értelemben használják. Ekkor nemcsak a földrajzilag szűkebben vett öblöt értik alatta, hanem a Balti-tengernek azt a nagyobb vízterületét is, amely az orosz kalinyingrádi exklávé partjaitól egészen a litván partokig húzódik.

## Történelem
Az öböl partvidéke és vizei számos történelmi esemény helyszínei voltak. Itt zajlott a második világháború egyik első tengeri összecsapása, a Gdański-öböl csatája, amikor a Lengyelország elleni német invázió kezdetén, 1939 szeptemberében a német haditengerészet erői támadták a lengyel flottát és parti létesítményeket.
Az öböl a populáris kultúrában is megjelenik, például az amerikai Metalocalypse című animációs sorozat egyes epizódjaiban tölt be helyszíni szerepet.

## A kursenieki nép

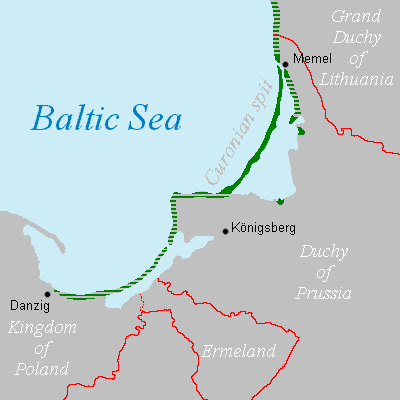
A kursenieki (kúriai) nép által lakott tengerparti területek kiterjedése 1649-ben

A kursenieki (más néven kuršininkai) egy mára szinte teljesen kihalt balti népcsoport, amelynek tagjai egykor a Kur-földnyelven és a környező partvidéken éltek. Történelmi területük a 17. században egészen a mai Klaipėda (németül Memel) és Gdańsk (németül Danzig) közötti partszakasz egyes részeiig kiterjedt. Az évszázadok során a kursenieki népesség nagy része beolvadt a környező német lakosságba, különösen Kelet-Poroszországban. Kisebb közösségeik azonban egészen a 20. századig fennmaradtak a Kur-földnyelven. Nyelvük, a kursenieki nyelv a lett nyelv közeli rokona volt, de önálló balti nyelvnek tekintik. Az első világháború után, amikor Lettország függetlenné vált, Lettország – részben nyelvészeti alapon – igényt formált a Kur-földnyelvre és más, korábban Kelet-Poroszországhoz tartozó területekre, ahol kursenieki lakosság élt, de ezekről a követelésekről később lemondott. A második világháború után a maradék kursenieki lakosságot kitelepítették vagy asszimilálódtak.

## Fordítás
Ez a szócikk részben vagy egészben  a   Gdańsk Bay című angol Wikipédia-szócikk ezen változatának fordításán alapul.  Az eredeti cikk szerkesztőit annak laptörténete sorolja fel. Ez a jelzés csupán a megfogalmazás eredetét és a szerzői jogokat jelzi, nem szolgál a cikkben szereplő információk forrásmegjelöléseként.